# ۱٬۱-دی‌کلرواتن
۱،۱-دی‌کلرواتن (به انگلیسی: 1,1-Dichloroethene) با فرمول شیمیایی C۲H۲Cl۲ یک ترکیب شیمیایی است. که جرم مولی آن ۹۶٫۹۴ g/mol می‌باشد. 